# الکسیس دانلون
الکسیس دانلون (انگلیسی: Alexis Danelón؛ زادهٔ ۶ ژانویهٔ ۱۹۸۶) بازیکن فوتبال اهل آرژانتین است.
از باشگاه‌هایی که در آن بازی کرده‌است می‌توان به باشگاه فوتبال روساریو سنترال و باشگاه فوتبال اتلتیکو هوراکان اشاره کرد.